# خانواده هتفیلد و مک‌کوی
خانوادهٔ هَتفیلد و مک‌کوی (انگلیسی: Hatfields & McCoys) نام یک مجموعهٔ تلویزیونی کوتاه ۳ قسمتیِ آمریکایی به کارگردانی کوین رینولدز است که در سال ۲۰۱۲ میلادی در شبکهٔ تلویزیونی تاریخ پخش شد. این سریال بر اساس داستانِ واقعی اختلافات و دشمنیِ دو خانوادهٔ هَتفیلد و مک‌کوی در دو ایالت همسایهٔ کنتاکی و ویرجینیای غربی در کشور آمریکا ساخته شده است و قسمت اول آن، با ۱۳٫۹ میلیون بیننده، پُربیننده‌ترین برنامهٔ آگهی‌دار تلویزیونی در تاریخِ تلویزیون کابلی است. مدت زمانِ پخشِ هر قسمت از این سریال، ۲ ساعت بود.

## خلاصه داستان
دو دوست صمیمی از دو خونواده ی قدیمی بعد از بازگشت از civil war به خونه به دلیل یه سری سو ء تفاهم ها و قصور ها روابط شون به سردی منتهی میشه و این اختلافات وسیع تر میشه و دشمنی ها و جنگی خونین بین مک کوی ها و هتفیلد ها در می گیره…

## بازیگران
- کوین کاستنر
- بیل پاکستون
- تام برنگر
- پاورز بوث
- مت بر
- جنا مالون
- سارا پاریس
- نول فیشر
- بوید هالبروک
- مر وینینگام
- سم رید
- اندرو هاوارد
- رونان وایبرت
- مایکل گیبسون
- نیک دانینگ
- دیمین اوهیر
- جو ابسلم
- لیندسی پالسیفر
- جیلن ون‌اُوِر

## جوایز
این سریال، نامزدِ دریافت جوایز گوناگونی بود که برندهٔ برخی از آنها نیز گردید:
- برندهٔ جایزهٔ بهترین سریالِ کوتاه تلویزیونی در هفدهمین دورهٔ جوایز سَتلایت
- برندهٔ جایزهٔ بهترین بازیگر نقش اول مرد در یک سریالِ کوتاه تلویزیونی (کوین کاستنر) در نوزدهمین دورهٔ جوایز انجمن بازیگران فیلم
- برندهٔ جایزهٔ بهترین بازیگر مرد در یک سریالِ کوتاه تلویزیونی (کوین کاستنر) در ۷۰مین دورهٔ جوایز گلدن گلوب
- برندهٔ جایزهٔ بهترین بازیگر نقش اول مرد در یک سریالِ کوتاه تلویزیونی (کوین کاستنر) در ۶۴مین دورهٔ جوایز امی در ساعات پربیننده
- برندهٔ جایزهٔ بهترین بازیگر نقش مکمل مرد در یک سریالِ کوتاه تلویزیونی (تام برنگر) در ۶۴مین دورهٔ جوایز امی در ساعات پربیننده
- برندهٔ جایزهٔ بهترین چهره‌پردازی در یک سریالِ کوتاه تلویزیونی (فرانچسکا تامپیری و ماریو میچی‌سانتی) در «۶۴مین جوایز هنرهای خلاق امی در ساعات پربیننده»
- برندهٔ جایزهٔ بهترین تدوین در یک سریالِ کوتاه تلویزیونی (دان کسیدی) در «۶۴ امین جوایز هنرهای خلاق امی در ساعات پربیننده»